# Melissodes composita
Melissodes composita là một loài Hymenoptera trong họ Apidae. Loài này được Tucker mô tả khoa học năm 1909.